# Cinnamomum auricolor
Cinnamomum auricolor är en lagerväxtart som beskrevs av André Joseph Guillaume Henri Kostermans. Cinnamomum auricolor ingår i släktet Cinnamomum och familjen lagerväxter. Inga underarter finns listade i Catalogue of Life.